# David Cameron
|  | Per a altres significats, vegeu «Dr. David Cameron». |

David William Donald Cameron (Londres, 9 d'octubre de 1966), conegut com a David Cameron, és un polític conservador britànic i fou primer ministre del Regne Unit des de l'11 de maig de 2010, després de vèncer en les eleccions al Parlament del Regne Unit celebrades el 6 de maig de 2010 i després de la posterior renúncia del llavors primer ministre Gordon Brown, del Partit Laborista, fins que va presentar la seva dimissió arran del resultat del Referèndum sobre la permanència del Regne Unit dins la UE. Fou substituït per Theresa May el 13 de juliol de 2016. També fou First senyor dels Treasury, càrrec parell al de primer ministre, i membre de la Cambra dels Comuns del Regne Unit per la circumscripció de Witney.
Va estudiar Filosofia, Política i Economia a la Universitat d'Oxford, obtenint els millors resultats de la seva promoció. Més tard es va unir al departament de recerca del Partit Conservador, passant després a ser assessor principal, primer de Norman Lamont i més tard de Michael Howard. També va treballar durant set anys com a director de comunicació a l'empresa Carlton Communications.
El 1997 es va presentar per primera vegada com a candidat conservador al Parlament per la circumscripció de Stafford, perdent l'elecció. Tanmateix, va tornar a presentar el 2001 per la circumscripció electoral de Witney (Oxfordshire), aconseguint aquesta vegada la victòria. En el seu segon any com a parlamentari va ser promogut a membre de la primera bancada de l'oposició, arribant a ser el cap de campanya del Partit Conservador a les eleccions generals del Regne Unit de 2005.
Cameron va ser triat aquest mateix any com a líder del Partit Conservador, en ser considerat com un candidat jove i moderat que atrauria l'electorat Va aconseguir superar en les enquestes d'intenció de vot a Tony Blair, trencant la tendència de deu anys de supremacia del Partit Laborista. Tot i situar-se durant uns mesos per darrere de Gordon Brown, successor de Tony Blair com a primer ministre i líder laborista, els Conservadors van seguir al capdavant al llarg del 2008, arribant a obtenir 13 punts d'avantatge sobre els Laboristes el gener de 2009.
En les eleccions generals de 2010, celebrades el sis de maig, els Conservadors van obtenir la major part de representants però no la majoria absoluta al Parlament, situació anomenada hung Parliament o parlament penjat. Aquesta situació va obligar els Conservadors a pactar amb els Liberals per formar govern i, d'aquesta manera, poder proclamar David Cameron com a primer ministre l'11 de maig de 2010. Cameron és el primer ministre més jove des del govern de Robert Jenkinson, segon comte de Liverpool, elegit en A més, el gabinet de Cameron és el primer govern de coalició al Regne Unit des de la Segona Guerra Mundial.

## Família
David Cameron va néixer a Londres, però es va criar a Peasemore, prop de Newbury (comtat de Berkshire). Fill d'Ian Donald Cameron, un corredor de borsa retirat, i de la seva esposa Mary Fleur Cameron, jutgessa de pau retirada i filla de Sir William Malcolm Mount, segon baró de Wasing. Els seus pares es casaren el 20 d'octubre de 1962, i encara estan vius. Compta a més amb un germà, Allan Alexander, nascut el 1963 i de professió advocat i membre del Consell de la Reina.
El seu pare va néixer a Blaimore House, prop de Huntly, a Aberdeen (Escòcia). La casa familiar va ser construïda per Alexander Geddes, el rebesavi de David Cameron per la línia materna del seu avi, Ewen Donald Cameron, que va tornar a Escòcia el 1880 després de fer fortuna amb el negoci del gra a Chicago. La família Cameron procedeix de l'antic clan escocès dels Cameron, assentats a Inverness, a la regió escocesa dels Highlands. Cameron té ascendència directa anglesa i escocesa, i més llunyana, alemanya i jueva asquenazita. Després del Referèndum sobre la permanència del Regne Unit dins la UE, Cameron va anunciar la seva renúncia com a primer ministre. Serà succeït per Theresa May el 13 de juliol de 2016.

### Avantpassats en el món de les finances
La seva família paterna té una llarga història en el món de les finances. El seu pare va ser director de l'agent immobiliari John D. Wood i soci sènior de l'agència de corredors de borsa Panmure Gordon, la mateixa a què va pertànyer el seu besavi, Arthur Francis Levita, germà de Sir Cecil Levita. El seu rebesavi Emile Levita, un home de negocis jueu alemany que va obtenir la nacionalitat anglesa el 1871, va dirigir el Chartered Bank de l'Índia, Austràlia i la Xina, que es convertiria en el Standard Chartered Bank, el 1969. La seva esposa i rebesàvia de David Cameron procedia dels Rée, una rica família jueva danesa. El seu besavi Arthur Francis Levita, i el seu rebesavi Sir Ewen Cameron, director de l'oficina a Londres del Banc de Hong Kong i Xangai, van exercir un paper important en les negociacions dirigides pels Rothschild amb el governador del Banc del Japó, i després Primer Ministre del Japó, Takahashi Korekiyo, per a la venda de bons durant la Guerra russojaponesa (1904-1905). Un altre dels seus besavis, Ewen Allan Cameron, soci sènior de la signatura Panmure Gordon, també va ser una destacada figura en el món financer que va treballar en el departament de préstecs estrangers per a la Xina, creat pel llavors governador del Banc d'Anglaterra, Montagu Norman, al novembre de 1935.

### Avantpassats a l'aristocràcia i la política
David Cameron és descendent directe del Rei Guillem IV d'Anglaterra, oncle i predecessor en el tron de la Reina Victoria, i de la seva amant, l'actriu irlandesa Dorothea Jordan. Aquesta línia successòria il·legítima del monarca comença amb la sisena filla d'aquest i Jordan, Lady Elizabeth Fitz-Clarence, i segueix a través de cinc generacions de dones fins a Enid Agnes Maud Levita, àvia paterna de David Cameron. L'àvia materna del seu pare, Stephanie Levita, era filla del cirurgià Sir Alfred Cooper, i germana de l'escriptor i polític conservador Duff Cooper, primer vescomte de Norwich, marit de la famosa actriu i celebritat Lady Diana Cooper, filla del vuitè duc de Rutland. La seva àvia Enid Agnes Maud Levita, que també era neboda de Sir Cecil Levita, president del Consell del Comtat de Londres, va contreure segon matrimoni amb el fill petit de Joseph Watson, primer baró de Manton. A través dels Manton, David Cameron té parentiu amb Alexander Fermor-Hesketh, tercer baró de Hesketh, líder dels Conservadors a la Cambra dels Lords entre 1991 i 1993 i tresorer del Partit Conservador des de 2003. L'avi matern de David Cameron era sir William Mount, segon baró de Mount, oficial de l'Exèrcit i comissari principal del comtat de Berkshire, i fill de sir William Mount, primer baró de Mount, membre del Parlament pel Partit Conservador per la circumscripció electoral de Newbury entre 1918 i 1922. La besàvia paterna de la mare de David Cameron, Lady Anada Matilda Alice Fielding, era filla de William Fielding, setè comte de Denbigh, cortesà i camarlenc de Guillem IV.

### Altres relacions familiars importants
David Cameron és nebot de Sir William Dugdale, president de l'Aston Villa entre 1975 i 1982 i cunyat de la difunta Lady Dugdale, dama de companyia de la reina Isabel II des de 1955 fins a la seva mort el 2004. També és cosí del realitzador i director de documentals Joshua Dugdale, nascut a Birmingham. També és cosí de diverses personalitats polítiques, culturals i socials angleses, com l'editor i literat Rupert Hart-Davis, el presentador de televisió Adam Hart-Davis i el periodista i escriptor Duff Hart-Davis, dels germans Boris Johnson, alcalde de Londres i membre del Parlament pel Partit Conservador per la circumscripció electoral de Henley, Jo Johnson, membre del Parlament pel Partit Conservador per la circumscripció electoral d'Orpington i Rachel Johnson, i de Ferdinand Mount, escriptor i crític polític, Anthony Powell, John Julius Norwich, Artemis Cooper, Allegra Huston, Cary Elwes, Damian Elwes i Cassian Elwes.

## Educació

### Heatherdown Preparatory School
David Cameron va acudir des dels set anys a la Heatherdown Preparatory School, una prestigiosa escola privada situada a Winkfield, comtat de Berkshire, centre que va comptar entre els seus alumnes amb els prínceps Andreu de York i Eduard de Wessex. L'escola va tancar els anys 80, i actualment els seus terrenys els ocupa la també privada Licensed Victuallers 'School. Els excel·lents resultats acadèmics que va obtenir David Cameron li permeteren d'acabar la seva educació primària gairebé dos anys abans del previst. Durant la seva estada en aquest col·legi va fer amistat amb Peter Getty, net del multimilionari anglo-americà Jean Paul Getty.

### Eton College
Des dels tretze anys va anar al prestigiós Col·legi Eton, igual que el seu pare i el seu germà gran Alexander, on va demostrar interès en el món de l'art. Eton és considerada com l'escola més prestigiosa del món, i bressol d'homes d'Estat anglesos. Va ser aquí on, el maig de 1983, sis setmanes abans d'obtenir el seu graduat en O-Level, es va veure embolicat en un cas de venda i consum de marihuana. Cameron, però, no va ser expulsat del col·legi en admetre el seu consum i no haver participat en la seva venda, encara que sí que va ser castigat a no abandonar el recinte de l'escola i a copiar 500 línies del text en llatí de les Geòrgiques, de Virgili. Després de superar aquest episodi i aprovar 12 O-Levels (equivalent a Espanya a l'Educació Secundària Obligatòria), va decidir orientar els seus estudis de tres A-Levels (equivalent a Espanya al Batxillerat) cap a la Història de l'Art, Història General i Economia i Política.
Després de graduar-se a Eton el 1984, va decidir dedicar nou mesos abans d'entrar a la universitat per a preparar professionalment. Va començar treballant per al parlamentari conservador per Lewes, Tim Rathbone, el seu padrí polític, amb el qual va estar tres mesos i va conèixer per primera vegada el funcionament de la Cambra dels Comuns del Regne Unit. Per influència del seu pare, va marxar a Hong Kong, on va treballar tres mesos com a administratiu per a la multinacional Jardine Matheson. En tornar de Hong Kong, Cameron va visitar les ciutats russes de Yalta i Moscou. En elles, dos ciutadans russos van mantenir converses amb Cameron. Més tard, un professor li comentaria que aquestes persones probablement eren agents de la KGB que van intentar persuadir-lo d'entrar a formar part d'aquesta agència d'intel·ligència secreta soviètica.

### Universitat d'Oxford
Després d'aquests nou mesos, va presentar la sol·licitud d'accés a la Universitat d'Oxford, on va entrar a formar part com a alumne després de superar amb èxit les proves pertinents. Allà va estudiar al Brasenose College, la seva primera opció, on es va llicenciar en Política, Economia i Filosofia. El seu tutor, el professor Vernon Bogdanor, el va descriure com "un dels estudiants més capaços als que havia ensenyat, amb una visió política conservadora moderada i sensata". Tanmateix, durant un debat el 2006, el professor Bogdanor ratllaria al seu ex alumne de "confús" i "contradictori" en el seu discurs sobre la reforma de la llei de drets humans anglesa.
Mentre va ser a Oxford, va formar part de l'Octagon Club, i de l'exclusiu Bullingdon Club, amb mala fama i cèlebre pel vandalisme i la tendència a l'embriaguesa dels seus membres estudiantils majoritàriament aristocràtics, on va coincidir amb l'actual alcalde de Londres, el seu cosí Boris Johnson, del Partit Conservador. També va ser capità de l'equip de tennis del Brasenose College.
Cameron es va graduar amb honors el 1988 com a primer de la seva promoció. Encara manté estrets contactes amb antics companys d'universitat, com Boris Johnson o el reverend James Hand.

## Carrera política

### Departament d'Investigació del Partit Conservador
Després de graduar-se a la universitat, Cameron va treballar al Departament d'Investigació del Partit Conservador entre 1988 i 1993. En un reportatge del diari The Mail on Sunday, editat el 18 de març de 2007, es deia que el dia que Cameron va tenir l'entrevista de treball a les oficines centrals del Partit Conservador, es va rebre una trucada en la seu precedent a Buckingham Palace. L'home que estava a l'altre costat del telèfon va dir: "Tinc constància que vostès estan a punt d'entrevistar David Cameron. He fet tot el que estava a les meves mans per a dissuadir-lo (a Cameron) de perdre el temps en política, però he fallat. Truco per dir-los que coneixeran a un jove veritablement admirable".
El 1991 Cameron va ser enviat al 10 de Downing Street per a col·laborar amb el llavors primer ministre John Major en la preparació de les seves compareixences setmanals a la Cambra dels Comuns del Regne Unit (Prime Minister s Creative). Més tard es va convertir en el cap de la secció política del Departament d'Investigació del partit, i l'agost de 1991 va passar a col·laborar amb Judith Chaplin durant la seva etapa com a secretària personal del Primer Ministre.
Va treballar a Londres com a director de comunicacions de l'empresa Carlton Communications fins que el 2001 es va ser elegit diputat per la circumscripció de Witney. El 2003 va passar a formar part del gabinet de l'oposició i, aquest mateix any, es va convertir en el vicepresident del partit.
David Cameron es va casar l'1 de juny de 1996 amb Hon Samantha Sheffield (filla del baronnet Lord Sheffield), i han tingut quatre fills: Ivan (que va morir el dia 25 de febrer de 2009 a la matinada al St. Mary s Hospital de Londres ique patia paràlisi cerebral i una de les variants més serioses de l'epilèpsia, la síndrome d'Ohtahara, des del naixement), Nancy, Arthur Elwen i Florence Rose Endellion. A més està emparentat, encara que de forma molt llunyana, amb la Família Real Britànica.
Michael Howard, líder del Partit Conservador, va anunciar les seves intencions a dimitir com líder el 6 de maig després dels pobres resultats de la formació conservadora a les eleccions al Parlament del Regne Unit de 2005 i David Cameron fou escollit com a nou líder el 6 de desembre.
El 2009 va excusar-se davant la comunitat gai per l'acció del Partit Tory dirigit per Margaret Thatcher contra la comunitat quan ella va aprovar l'article de la llei del govern local homòfoba Secció 28, 2A del 1988.

## Primer Ministre
Fou primer ministre del Regne Unit des de l'11 de maig de 2010, després de vèncer en les eleccions al Parlament del Regne Unit celebrades el 6 de maig de 2010 en les què els Conservadors van obtenir la major part de representants però no la majoria absoluta i el partit Liberal Demòcrata va exercir com a soci menor en un govern de coalició amb Nick Clegg com a viceprimer ministre. Cameron va presentar la seva dimissió arran del resultat del Referèndum sobre la permanència del Regne Unit dins la UE i fou rellevat per Theresa May el 13 de juliol de 2016.

### Política nacional

#### Protestes estudiantils per retallades i alts costos a l'educació
Els escolars van sortir de classe per unir-se als estudiants universitaris en marxes de protesta locals a tot el Regne Unit. Els estudiants protestaven contra els plans d'augmentar les taxes de matrícula a Anglaterra a £ 9.000 per any i de retirar el finançament públic dels pressupostos destinats a l'ensenyament universitari de moltes matèries.
Hi va haver 32 detencions - principalment per delictes contra l'ordre públic i danys criminals, d'acord amb la Policia Metropolitana. Entre els 17 ferits, els dos oficials i 11 membres del públic van ser tractats a l'hospital per ferides menors. Ningú no va resultar ferit de gravetat.
El portaveu del primer ministre va dir: "Les persones tenen dret a participar en la protesta legal i pacífica, però no hi ha lloc per a la violència o la intimidació".

#### Referèndum sobre la secessió d'Escòcia
El suport a l'eventual independència d'Escòcia del Regne Unit és més gran entre els anglesos i els gal·lesos que entre els mateixos ciutadans escocesos, segons es desprèn d'una enquesta elaborada per YouGov i publicada pel diari 'The Sun'. L'estudi, basat en entrevistes realitzades a 1.175 escocesos i 2.159 gal·lesos i anglesos, reflecteix que només el 29 per cent dels escocesos recolza la independència d'Escòcia respecte del 41 per cent d'anglesos i gal·lesos que donen suport a la secessió d'aquest territori. L'independentista Partit Nacional Escocès (amb majoria absoluta al Parlament escocès obtingut en les flamants eleccions) va prometre celebrar un referèndum d'independència per als pròxims cinc anys. Per la seva part el primer ministre David Cameron va prometre defensar la unitat britànica amb "cada fibra" del seu cos i va expressar: "Vull que fem una defensa optimista i edificant sobre per què som millors junts". Tot i així, recentment ha expressat que estaria disposat a permetre un referèndum sobre la independència.

#### Disturbis d'Anglaterra

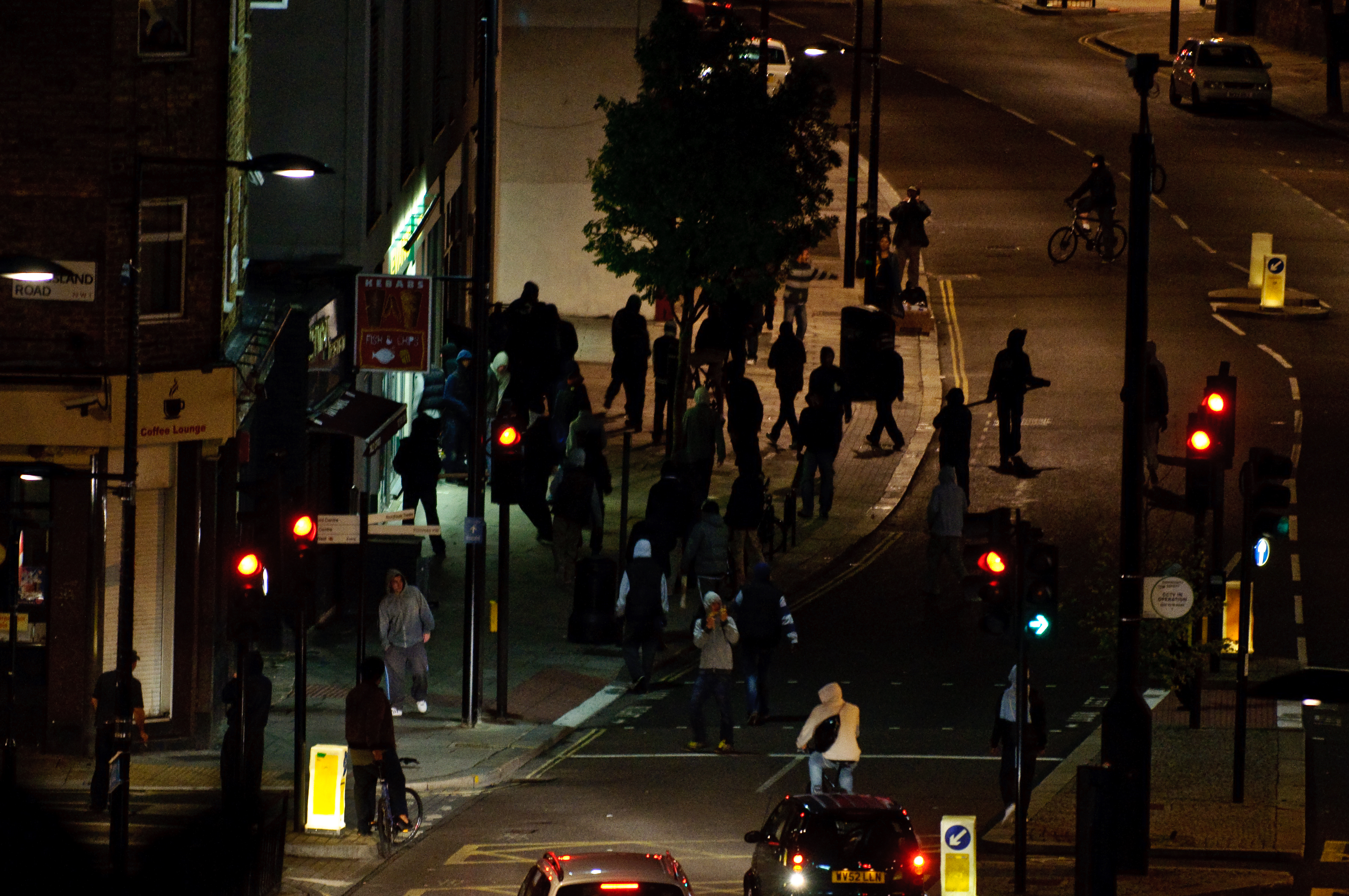
Disturbis de Londres de 2011

El 6 d'agost de 2011 la ciutat de Londres es va veure sacsejada per violentes manifestacions dutes a terme amb destrosses i incendis a la ciutat, començant les protestes al barri londinenc de Tottenham. La revolta tingué el seu origen en la mort de Mark Duggan, de 29 anys, raça negra i pare de quatre fills, ocorreguda el dijous 4 d'agost, abordat per agents de policia quan viatjava en un taxi en el transcurs d'una operació contra el tràfic d'armes en la comunitat negra del nord de la ciutat. Duggan podria haver obert foc com a mínim contra un policia, que va sortir il·lès perquè la bala es va quedar allotjada a la petita ràdio que portava enganxada a l'uniforme. A causa de les manifestacions, que es van estendre a Birmingham, Liverpool, Manchester i Nottingham, el primer ministre David Cameron va haver de tornar de les seves vacances i va declarar que no permetrà que «una cultura de la por» prevalgui al Regne Unit. A més Cameron va reclamar que hi ha una «manca d'educació adequada», tant per part dels pares com del sistema escolar i una «falta d'ètica i moral», que «hem de canviar». Pel que fa als provocadors dels disturbis va prometre «mà dura» contra aquells que van provocar aquests excessos a Anglaterra.

#### Eleccions de 2015
El 7 de maig de 2015 va ser reelegit primer ministre britànic amb majoria a la cambra dels comuns, tot i que la majoria de les enquestes i comentaristes van predir que el resultat seria un segon parlament penjat. Cameron va dir del seu primer mandat quan va tornar com a primer ministre per un segon mandat que estava "orgullós de dirigir el primer govern de coalició en 70 anys" i va agrair especialment el seu paper a Nick Clegg. Formant el primer govern de majoria conservadora des del 1992, David Cameron es va convertir en el primer primer ministre que va ser reelegit augmentant el vot popular des de Lord Salisbury a les eleccions generals de 1900.
En resposta als Atemptats de París del 13 i 14 de novembre de 2015, Cameron va aconseguir el suport de la Cambra dels Comuns per estendre atacs aeris contra ISIS a Síria. A principis d'aquest any, Cameron havia exposat una estratègia de cinc anys per contrarestar l'extremisme islamista i els ensenyaments subversius.

### Política internacional

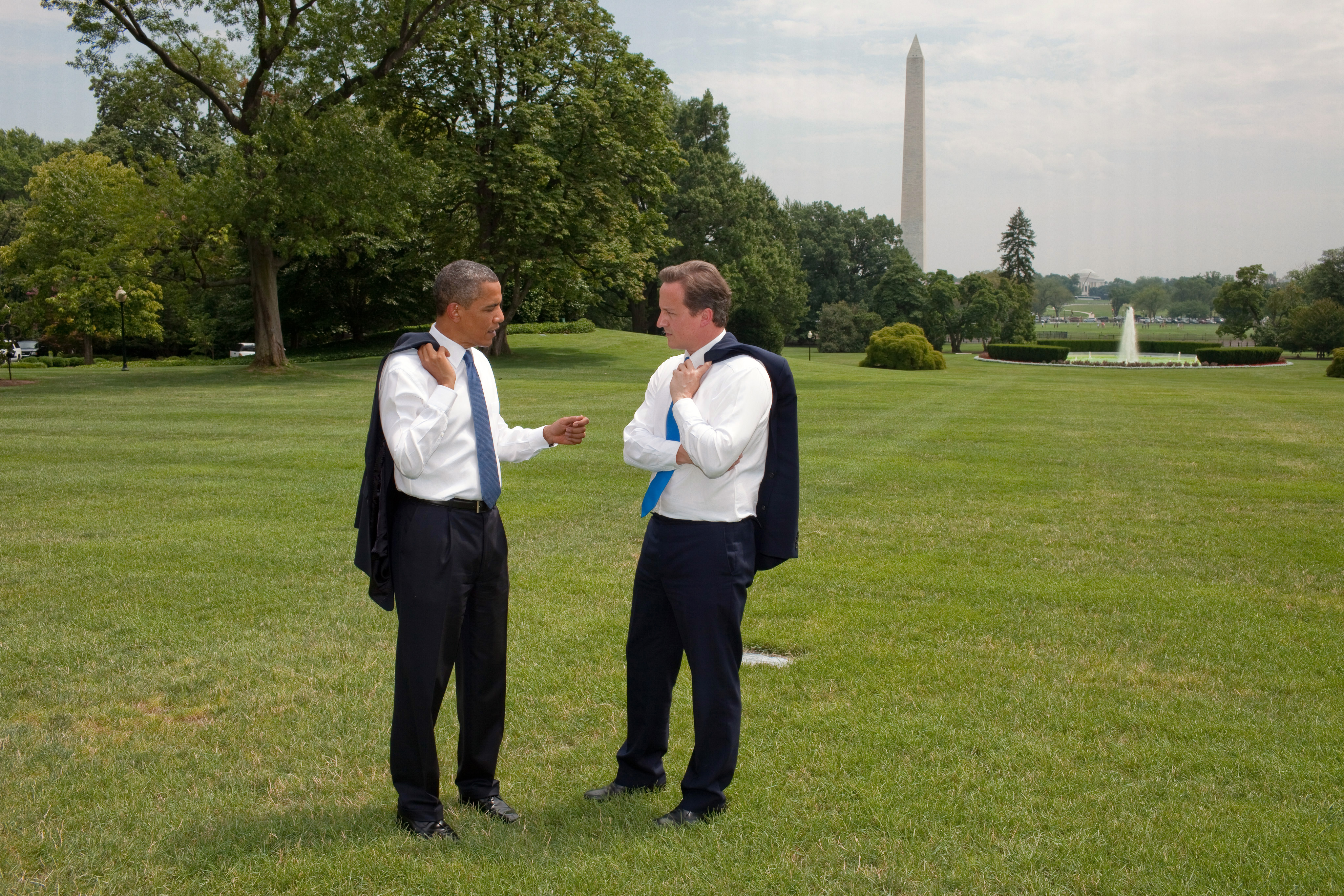
Barack Obama i David Cameron a la Casa Blanca

#### Participació en l'operació contra Líbia
El 17 de març el Consell de seguretat de l'ONU va votar per majoria a favor de la imposició d'una zona d'exclusió aèria i el llançament d'operacions militars contra Líbia. Les nacions que es van abstenir en la votació de la resolució aprovada pel Consell de Seguretat van ser Xina, Rússia, Alemanya, Brasil i Índia.
La prohibició de la navegació aèria sobre Líbia és absoluta per a tots els vols, d'acord amb la resolució aprovada després de quatre jornades d'intenses pressions de França i Gran Bretanya. Aquest últim estat, sota el govern de Cameron, era partidari de l'exclusió des que es va promoure aquesta mesura de força. Després de l'aprovació, el president dels Estats Units, Barack Obama, es va comprometre a col·laborar estretament amb Gran Bretanya i França per a fer efectiva la zona d'exclusió aèria a Líbia aprovada pel Consell de Seguretat. Els líders acordaren que Líbia havia de complir "immediatament" amb tots els termes de la resolució i van insistir que la violència contra la població civil "havia de cessar". A més van acordar coordinar estretament els propers passos i seguir treballant amb els socis àrabs i altres aliats internacionals per a assegurar que es compleixi la resolució aprovada al Consell de Seguretat de les Nacions Unides.
Després de l'acord, Cameron va anunciar l'enviament d'avions de combat cap a Líbia sense tenir en compte la votació que sobre el particular havia de tenir lloc al Parlament local, confiat que els parlamentaris britànics aprovarien la intervenció immediata. A aquesta operació d'atac contra les forces líbies duta a terme pel Regne Unit se l'anomenà Operació Ellamy.
Mentrestant, Trípoli va anunciar un immediat cessament del foc i la fi de les operacions militars contra els rebels que feia setmanes s'havien alçat contra Muammar El Gaddafi, i va expressar a través del seu ministre de Relacions Exteriors, Moussa Koussa que "intentaria fer el màxim per acatar aquesta resolució". A més va qüestionar l'aprovació de la força militar per part de l'ONU.
Un cop aplicada la resolució i duta a terme l'operació militar que feu que les forces britàniques actuessin a causa de l'incompliment dels deures de Gaddafi i del no alto el foc del seu exèrcit, el portaveu de Cameron va expressar " Les seves obligacions estan molt clarament recollides en la resolució del Consell de Seguretat de l'ONU. La nostra valoració és que està violant aquestes obligacions, així que seguirem aplicant la resolució ".
Posteriorment, el primer ministre del Regne Unit va anunciar que les Forces Armades Britàniques sumarien quatre avions de combat 'Panavia Tornado' a la seva aportació a la missió militar a Líbia. Amb l'augment previst, serien ja 12 els avions britànics d'aquest tipus que participarien en l'operació. A més dels 'Tornado', el Regne Unit va utilitzar deu unitats del model 'Eurofighter Typhoon'. Aquest moviment respongué al replegament gradual de les Forces Armades dels Estats Units, que a partir d'ara se centrarien en treballs de logística i intel·ligència. Cameron va fer l'anunci des de la base aèria de Gioia del Colle, al sud d'Itàlia, on va agrair als militars britànics la seva contribució a l'establiment de la zona d'exclusió aèria. Regne Unit enviarà quatre nous avions 'Tornado' a la missió a Líbia.
Per altra banda tant el seu govern com el francès van expressar la seva disconformitat amb el curs de l'operació de l'OTAN, a l'opinar que l'Aliança no està complint prou amb el seu paper i van afegir que tant Gran Bretanya com França estan complint els rols essencials.

### Referèndum pel Brexit i renúncia

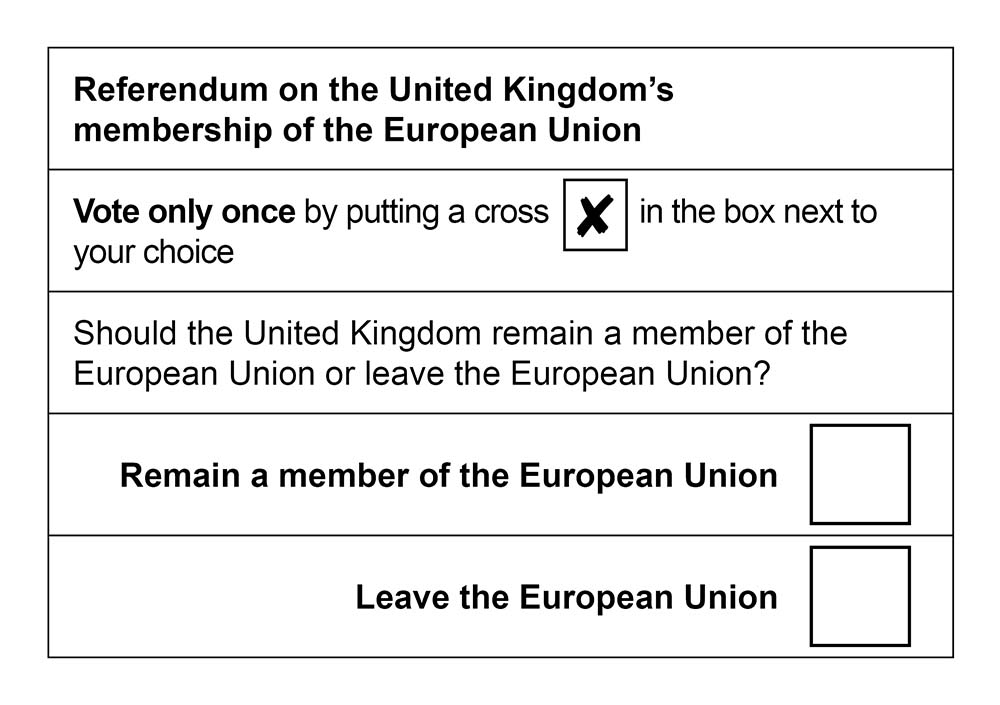
Papereta del referèndum

Tal com es va prometre al manifest electoral, Cameron va fixar una data per a un referèndum sobre si el Regne Unit havia de seguir sent membre de la Unió Europea i va anunciar que faria campanya perquè Gran Bretanya es mantingués dins d'una "UE reformada". El referèndum es va celebrar el 23 de juny de 2016. El resultat va ser d'aproximadament el 52% a favor de sortir de la Unió Europea i el 48% en contra, amb una participació de 72%. El 24 de juny, poques hores després que es coneguessin els resultats, Cameron va anunciar que renunciaria al càrrec del primer ministre a l'inici de la Conferència del Partit Conservador a l'octubre de 2016. En un discurs l'endemà a fora del carrer Downing 10, va afirmar que, a causa de la seva pròpia defensa en nom de romandre a la UE, "no crec que seria adequat que jo tractés de ser el capità que dirigís el nostre país cap a la propera destinació".
Les eleccions al lideratge del partit conservador estaven previstes el 9 de setembre i s'esperava que el nou líder ja estigués escollit a la conferència de tardor, que començaria el 2 d'octubre. L'11 de juliol, després de la retirada d'Andrea Leadsom de les eleccions al capdavant del Partit Conservador i de la confirmació de Theresa May com a nova líder del Partit Conservador, Cameron va anunciar que celebraria una darrera reunió del gabinet el 12 de juliol i després var presenta la seva renúncia a la reina la tarda del 13 de juliol. Al Parlament. Cameron va rebre una llarga ovació dels diputats i el seu últim comentari va ser: "Jo era el futur una vegada" - una referència a la seva publicació de Tony Blair del 2005, "ell era el futur una vegada". Cameron després va presentar la seva dimissió a la reina més tard aquell dia.

## Després de primer ministre
En la remodelació del gabinet de Rishi Sunak, el 13 de novembre de 2023, Cameron va ser nomenat ministre d'Afers Exteriors, substituint James Cleverly, que va esdevenir ministre de l'Interior, i el 17 de novembre de 2023 va ser nomenat baró Cameron de Chipping Norton, al comtat d'Oxfordshire, sent el primer ex primer ministre elevat amb títol nobiliari des de Margaret Thatcher, convertint-se en membre de la Cambra dels Lords el 20 de novembre.
Després que els conservadors perdessin les eleccions al Parlament del Regne Unit de 2024 per una victòria aclaparadora contra el Partit Laborista liderat per Keir Starmer, Cameron va ser succeït per David Lammy i uns dies més tard va anunciar que es retiraria de la política de primera línia mentre continuaria donant suport al partit, mantenint el seu escó a la Cambra dels Lords.  El març de 2025, Cameron va anunciar a The Sunday Times que tornava com a president d'Alzheimer's Research UK.